# Mickybo & Me
Mickybo & Me (Mickybo and Me) è un film del 2004 diretto da Terry Loane.

## Trama
Il film racconta la storia di due ragazzini dell'Irlanda del Nord, Mickybo e Jonjo, il primo cresciuto in una famiglia cattolica e il secondo in una famiglia protestante, ed entrambi ossessionati dal film Butch Cassidy con Paul Newman e Robert Redford. Allo scoppio del conflitto nordirlandese, noto come The Troubles ("i disordini"), i due ragazzini tentano una fuga in Australia.

## Cast
- John Joe McNeill: Mickybo
- Niall Wright: Jonjo
- Julie Walters: madre di Mickybo
- Ciarán Hinds: padre di Jonjo
- Adrian Dunbar: padre di Mickybo
- Gina McKee: madre di Jonjo
- Susan Lynch: Torch Woman
- Laine Megaw: zia Rita
- Michael McElhatton: meccanico
- Brendan Caskey: Gank
- Charlie Clarke: Fartface
- Hannah Carnegie: Niamh
- Patricia Carson: Annie
- J.J. Murphy: anziano marito
- Bronágh Taggart: cameriera di Fusco

## Distribuzione
Il film è stato presentato in anteprima all'Edinburgh International Film Festival nell'agosto del 2004, per poi essere regolarmente distribuito nelle sale inglesi ed irlandesi dal 25 marzo 2005. In Italia il film è stato distribuito direttamente in DVD il 19 ottobre 2005.